# Karojba
Karojba (olaszul: Caroiba) falu és község Horvátországban, Isztria megyében. Közigazgatásilag Novaki Motovunski, Rakotule és Škropeti települések tartoznak hozzá.

## Fekvése
Az Isztria középső részén, Pazintól 10 km-re nyugatra, Porečtól 20 km-re északkeletre, Motovuntól 7 km-re délre fekszik. A község teljes területe 18 méteres tengerszint feletti magasságtól 434 méterig terjed. Az Isztria régi felosztása szerint az ún. „vörös Isztria” délnyugati részét és az ún. „szürke Isztria” északkeleti részét foglalja magában. A tengertől való legkisebb távolsága 14 km. Ez a kis távolság megmutatkozik a klimatikus viszonyokban és a növényzet mediterrán jellegében is. A terület a domborzati viszonyok szerint is két részre osztható. Északnyugati része sziklás fennsík, míg a délkeleti rész dombos terület.

## Története
Az itt talált régészeti leletek szerint Karojba környéke már a kőkorszak óta lakott. A Šublenta nevű dombon a többi lelet között kőkések és kőszekercék is előkerültek. Az i. e. 2. század elején védőfalakkal körülvett erődített települést építettek ide. Karojbán és környékén rajta kívül még több bronzkori vár maradványai is fellelhetők. A római uralomnak is számos jelentős emléke maradt fenn ezen a területen. A Podšublenta nevű helyen feltárt csatorna a mezőgazdaság fejlettségéről tanúskodik. A római kori síremlékek között Karojbán találtak egy a Flavius Felix legióhoz a 4. század első feléből származó sírkőlapot. A szlávok a 7. és 8. században telepedtek le ezen a vidéken. A temetőben álló Szent András templomot már a középkori források is említik. A templom körüli területen már a 13. századtól fogva folyamatosan lakott település jött létre. A település nevének valószínű előzménye a latin „quadruvium” főnév, mely 1258-ban tűnik fel és négy út kereszteződését jelölte. A középkorban ez a terület a motovuni uradalomhoz és vele együtt előbb a poreči püspökséghez, a pazini grófsághoz, végül 1278-tól a Velencei Köztársasághoz tartozott. Karojbán több motovuni nemes családnak voltak birtokai. A Mindenszentek tiszteletére szentelt plébániatemplomát 1580-ban építették a régebbi templom helyén. A településnek 1857-ben 394, 1910-ben 608 lakosa volt. Az iskolát 1912-ben építették fel a močibobi településrészen. Itt egészen 1924-ig horvát nyelven folyt az oktatás, majd 1943-ig olasz nyelven oktattak. Az első világháború után a rapallói szerződés értelmében Isztria az Olasz Királysághoz került. A második világháború után Jugoszlávia része lett. 1945-től a plébánia épületében nyílt meg az új iskola és 1964-től működik a közösségi ház akkor még befejezetlen épületében. A település Jugoszlávia felbomlása után 1991-ben a független Horvátország része lett. 2011-ben a falunak 399, a községnek összesen 1442 lakosa volt. Lakói mezőgazdasággal, főként szőlőtermesztéssel és állattartással foglalkoznak.

## Nevezetességei
- A Mindenszentek tiszteletére szentelt plébániatemplomát 1580-ban építették, ezt követően többször bővítették. A templomnak három oltára van. A főoltár modern faragványait Aleksandar Rukavina szobrászművész alkotta 1986-ban. A harangtorony 22 méter magas.
- A temetőben álló Szent András apostol tiszteletére szentelt templomát a 13. században építették. Kapuzata felett római felirat látható. Belül egy 8. századi kőfríz található.
- Karojbától nyugatra található a Kapitalsko mező természeti és kultúrtörténeti emlékeivel. Itt található a nem messze a Mirnába ömlő Krvar-patak szurdoka. A legenda szerint a patak szerepet játszott az Attila és az isztriaiak közötti összecsapásban és erről kapta véreset jelentő nevét. A közelben három forrás (a Badavac, Valigaštar és a Knež Studenac) található, melyekben ma is felfrissülést nyer az utazó. A Badavac mellett minden évben találkoznak az isztriai írók, akik itt olvassák fel műveiket. A Sopolac-völgy a legnagyobb az Isztrián, mintegy kétszázféle madár lakóhelye.
- Karojba bőséges gasztronómiai kínálatáról is híres. Ősi recert szerint készül a minestrone egy zöldségekkel és néha hússal is ízesített sűrű leves. Kedveltek a szintén ősi recepttel készített tésztafélék. Az itteni klíma nagyon kedvez a különböző gombaféléknek. Az ételekhez kitűnő helyi borok társulnak, melyek közül a Malvazija, a Teran és a Cabernet Sauvignon ajánlott.

## Lakosság
| Lakosság változása | Lakosság változása | Lakosság változása | Lakosság változása | Lakosság változása | Lakosság változása | Lakosság változása | Lakosság változása | Lakosság változása | Lakosság változása | Lakosság változása | Lakosság változása | Lakosság változása | Lakosság változása | Lakosság változása | Lakosság változása |
| ------------------ | ------------------ | ------------------ | ------------------ | ------------------ | ------------------ | ------------------ | ------------------ | ------------------ | ------------------ | ------------------ | ------------------ | ------------------ | ------------------ | ------------------ | ------------------ |
| 1857               | 1869               | 1880               | 1890               | 1900               | 1910               | 1921               | 1931               | 1948               | 1953               | 1961               | 1971               | 1981               | 1991               | 2001               | 2011               |
| 394                | 407                | 472                | 548                | 569                | 608                | 638                | 666                | 771                | 769                | 640                | 573                | 538                | 500                | 453                | 399                |